# Mézières-en-Drouais
Mézières-en-Drouais je obec v departementu Eure-et-Loir a v regionu Centre-Val de Loire v severozápadní Francii. Leží 32 km severně od Chartres a asi 70 km západně od Paříže.

## Populace
| Rok  | Populace | ±%      |
| ---- | -------- | ------- |
| 1946 | 768      | —       |
| 1954 | 770      | +0,3 %  |
| 1962 | 654      | −15,1 % |
| 1968 | 676      | +3,4 %  |
| 1975 | 681      | +0,7 %  |
| 1982 | 786      | +15,4 % |
| 1990 | 1 018    | +29,5 % |
| 1999 | 1 059    | +4 %    |
| 2007 | 1 062    | +0,3 %  |
| 2015 | 1 085    | +2,2 %  |